# Viscum rotundifolium
Viscum rotundifolium là một loài thực vật có hoa trong họ Santalaceae. Loài này được L.f. miêu tả khoa học đầu tiên năm 1782.

## Hình ảnh

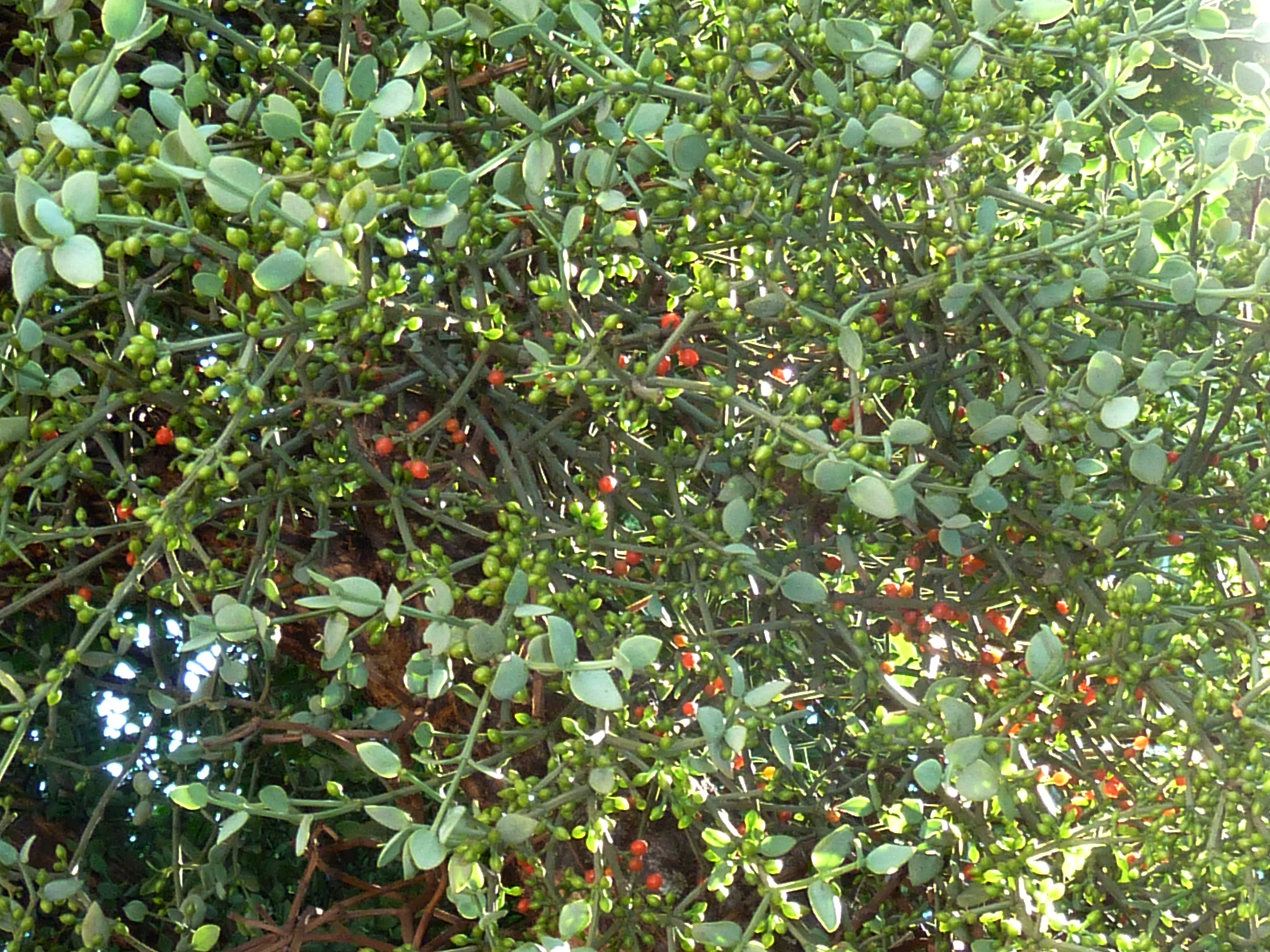
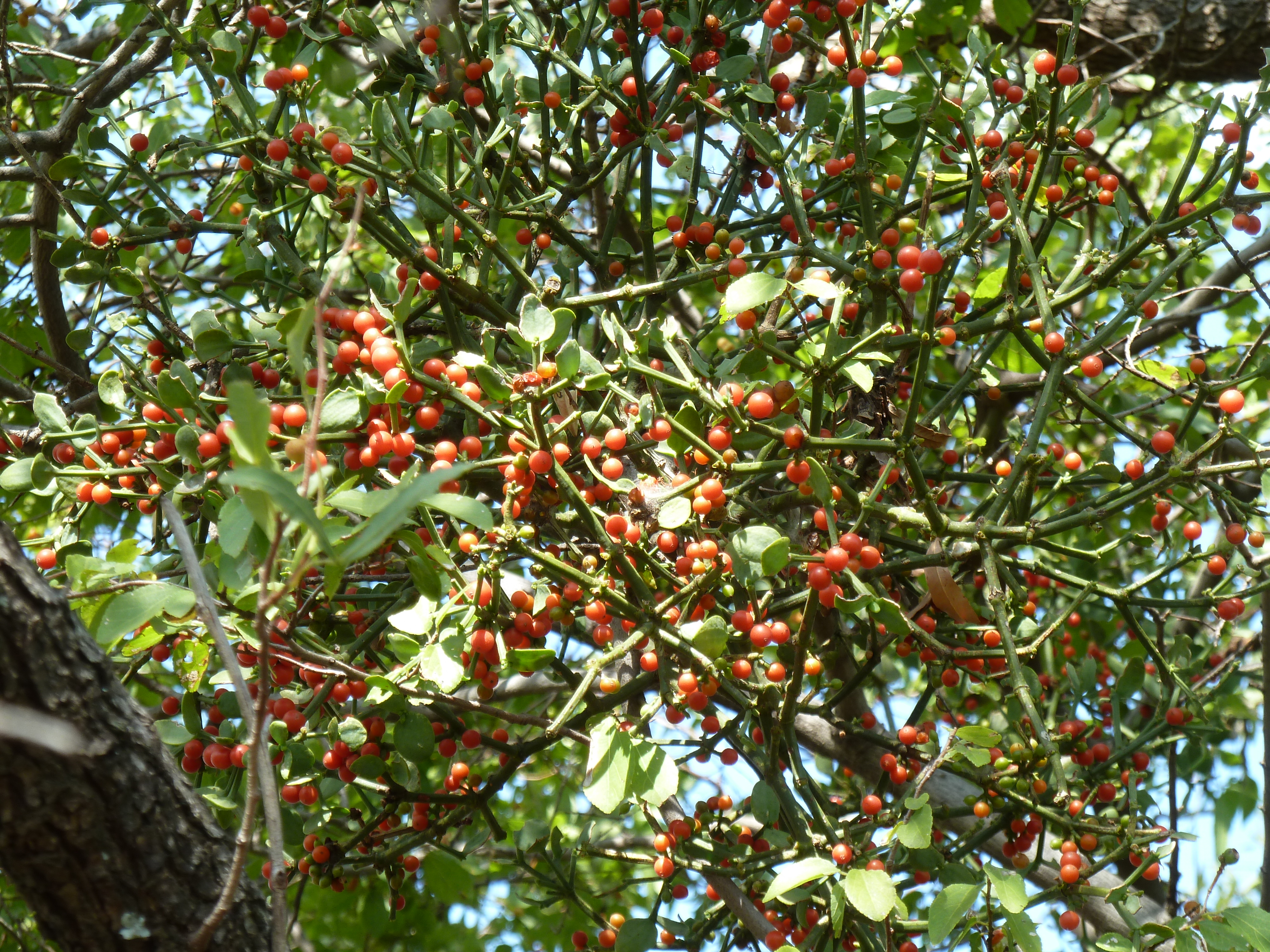